# Urgleptes mixtus
Urgleptes mixtus är en skalbaggsart som först beskrevs av Bates 1881. Urgleptes mixtus ingår i släktet Urgleptes och familjen långhorningar.
Artens utbredningsområde är:
- Belize.
- Honduras.
- Nicaragua.
- Panama.

Inga underarter finns listade i Catalogue of Life.